# Chikkaiahnachatra, Nanjangud
Chikkaiahnachatra là một làng thuộc tehsil Nanjangud, huyện Mysore, bang Karnataka, Ấn Độ.